# Potamium deceptivum
Potamium deceptivum là một loài Rêu trong họ Sematophyllaceae. Loài này được Mitt. miêu tả khoa học đầu tiên năm 1869.